# Volturara Appula
Volturara Appula – miejscowość i gmina we Włoszech, w regionie Apulia, w prowincji Foggia.
Według danych na rok 2004 gminę zamieszkiwało 595 osób, 11,7 os./km².